# Borisz Vlagyimirovics Romanovszkij
Borisz Vlagyimirovics Romanovszkij, Бори́с Влади́мирович Романо́вский (Leningrád, 1932. március 4. – Szentpétervár, 1996, május 2.) szovjet-orosz tudományos-fantasztikus író.

## Élete
A Leningrádi Műszaki Főiskolán diplomázott, ezután a leningrádi Электроаппарат vállalat mérnöke lett. Számos találmány fűződik nevéhez. Irodalmi pályafutását 1965-ben kezdte, humoros alkotásokkal debütált. Első fantasztikus írása az 1969-ben megjelent Tréfa (Шутка) című novella volt. 1986-ban lett hivatásos író, a Szovjetunió Írószövetségének tagja. Élete utolsó éveiben a szentpétervári Írószövetség tudományos-fantasztikus szekciójának elnöke volt. 
Az igazi hírnevet 1978-ban megjelent Преступление в Медовом раю című fantasztikus története hozta el számára. A történetben földi kutatók egy csoportja egy idegen bolygót tanulmányoz egy olyan módszerrel, amely lehetővé teszi a kutatók számára, hogy állati formát vegyenek fel, közben megőrizte emberi pszichéjüket és ösztöneiket. 1989-ben megjelent Авраам родил Исаака… (Ábrahám nemzette Izsákot...) című alkotásában egy férfi egy mesterséges intelligenciát "nevel fel" mint egy gyermeket. Egyéb, jelentősebb fantasztikus elbeszélései: Две руки (1972), Город, в котором не бывает дождей (1982) és a Великан (1988).
Magyarul egyetlen novellája jelent meg 1977-ben a Galaktika 26. számában, Tréfa címmel.

## Fordítás
- Ez a szócikk részben vagy egészben  a(z)   Романовский, Борис Владимирович című orosz Wikipédia-szócikk ezen változatának fordításán alapul.  Az eredeti cikk szerkesztőit annak laptörténete sorolja fel. Ez a jelzés csupán a megfogalmazás eredetét és a szerzői jogokat jelzi, nem szolgál a cikkben szereplő információk forrásmegjelöléseként.